# SRH Berlin School of Popular Arts
Die SRH Berlin School of Popular Arts (SoPA, zuvor SRH Hochschule der populären Künste) ist eine staatlich anerkannte, private Fachhochschule im Berliner Ortsteil Schöneberg. Die SoPA bietet deutsch- und englischsprachige Bachelor- und Masterprogramme für die Kultur- und Kreativindustrie. Sie befindet sich im Gebäude der Potsdamer Straße 188–192.

## Geschichte
Die SRH Hochschule der populären Künste wurde im Jahr 2009 gegründet und nahm mit dem Wintersemester 2010 ihren universitären Betrieb auf. Die institutionelle Akkreditierung durch den Wissenschaftsrat folgte im Jahr 2015. Im April 2014 wurde die hdpk GmbH von einer neuen Trägerin übernommen: der SRH Holding. Aufsichtsbehörde der Hochschule ist die Berliner Senatsverwaltung für Bildung, Jugend und Wissenschaft.
In den angebotenen, von der ZEvA akkreditierten Bachelor-Studiengängen Event- und Musikmanagement, Management in digitalen Medien, Journalismus- und PR-Management, Kommunikationsdesign, Interaction Design, Popularmusik, Creative Industries Management, Motion-Design, Musikproduktion und Audiodesign, sowie den zwei Master-Studiengängen Medienpsychologie und Erlebniskommunikation werden die Studierenden auf ihre zukünftige Arbeit in der Kultur- und Kreativbranche vorbereitet. Seit dem Wintersemester 2018 wird zudem der Bachelor-Studiengang Kreatives Schreiben und Texten angeboten.
Die Hochschule veranstaltet jährlich das Open Air hdpk Festival.
Im Jahr 2019 wurde die hdpk in SRH Berlin School of Popular Arts (kurz: SoPa) umbenannt und ist Teil der neu gegründeten SRH Berlin University of Applied Sciences.

## Studiengänge

### Bachelor-Studiengänge

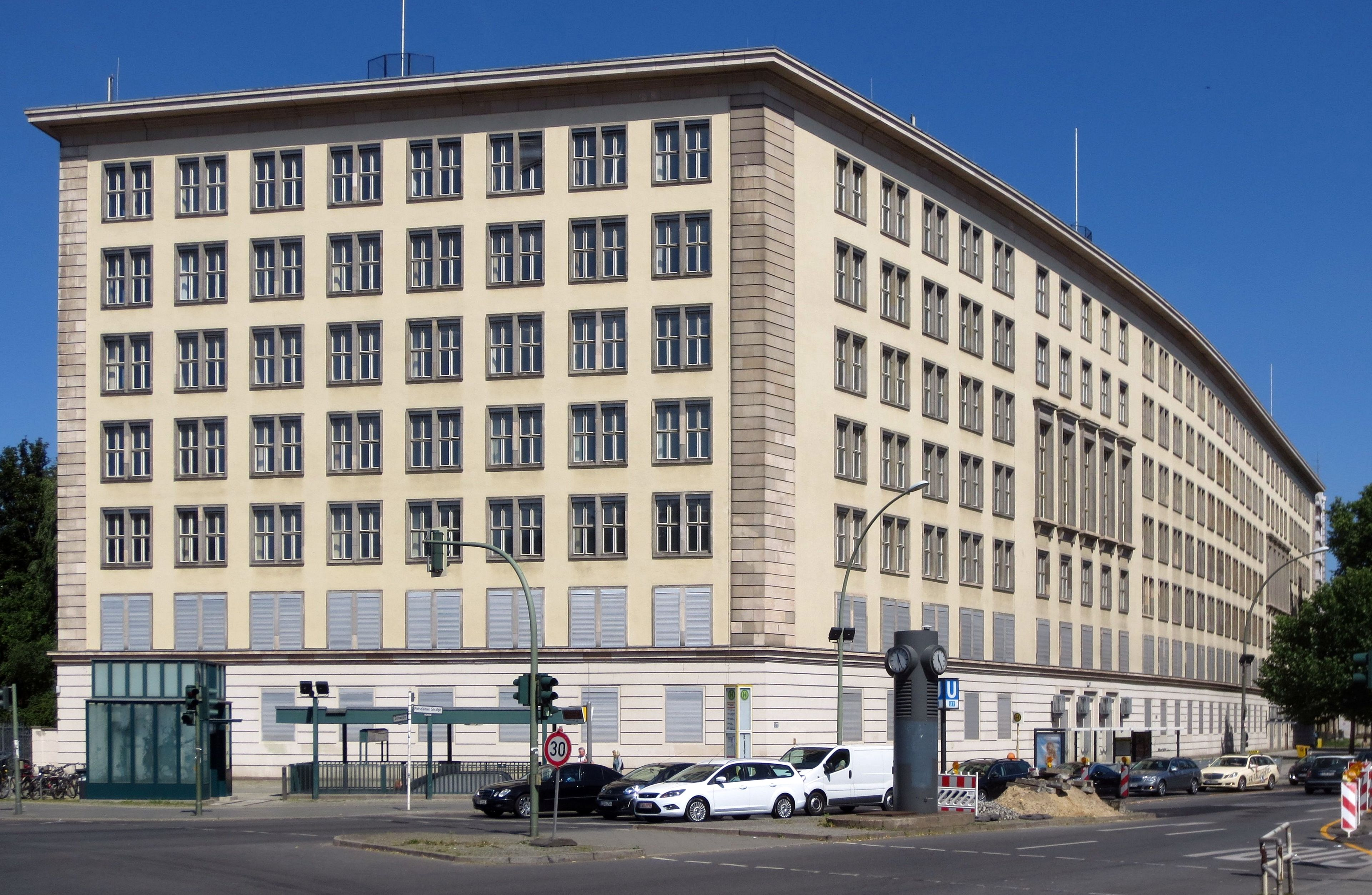
SRH Berlin School of Popular Arts in der Potsdamer Straße, Berlin-Schöneberg

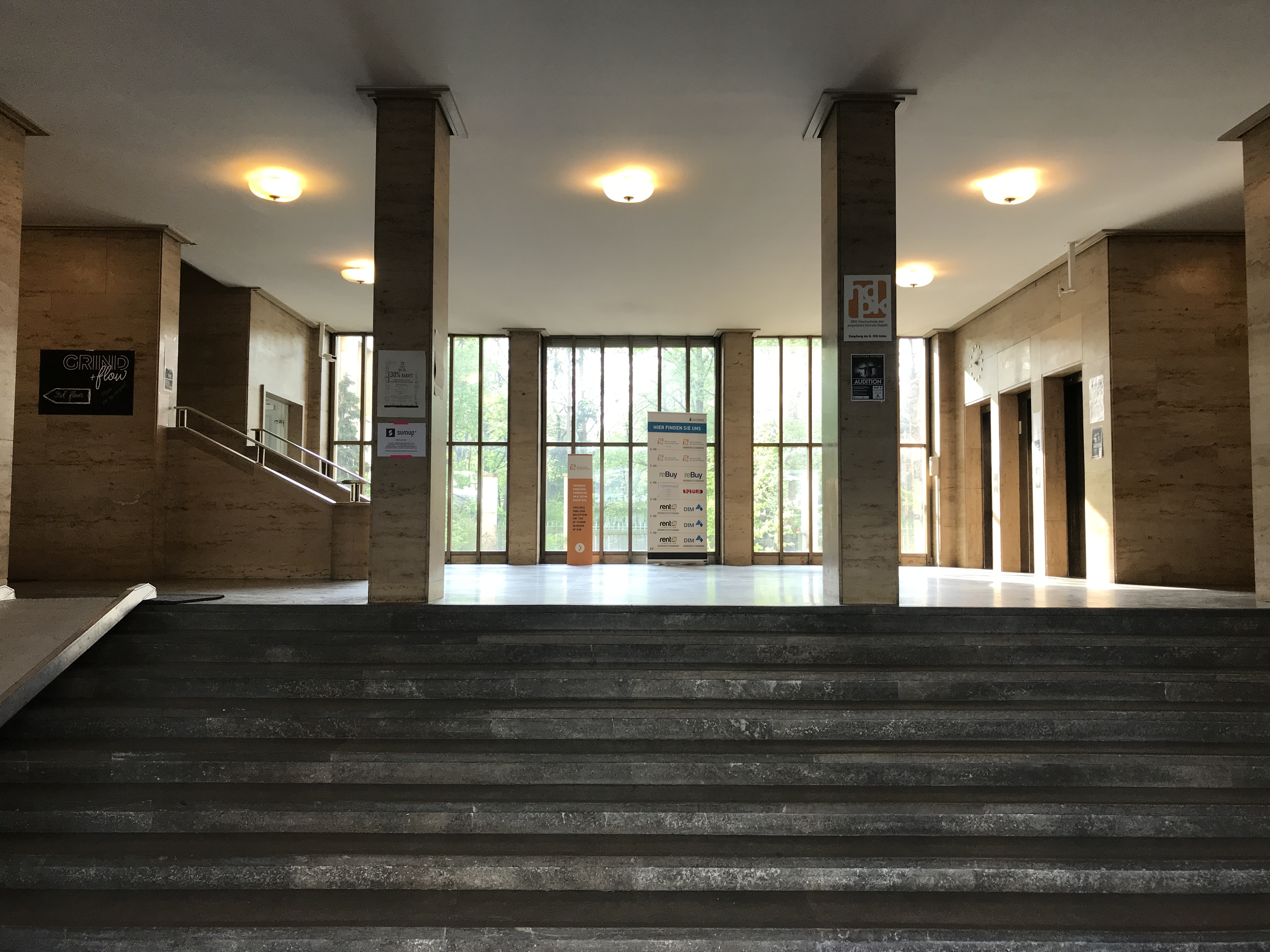
Eingangsbereich der SoPA

Alle Bachelor-Studiengänge umfassen ein siebensemestriges Studium mit 210 Credit Points (quantitativer Vergleichswert der Hochschulabschlüsse im europäischen Raum, 1 Credit Point entspricht 25 bis 30 Arbeitsstunden im Studienverlauf). Der Abschluss erfolgt als staatlich anerkannter Bachelor of Arts (B.A.) außer beim Studiengang Popularmusik, wo ein Bachelor of Musik (B.Mus.) erworben wird. Im Einzelnen werden folgende Studiengänge angeboten:
- Musikproduktion
- Kommunikationsdesign
- Interaction Design
- Motion-Design
- Event- und Musikmanagement
- Management in digitalen Medien
- Journalismus- und PR-Management
- Audiodesign (im Sommersemester in englischer Sprache)
- Popularmusik (im Sommersemester in englischer Sprache)
- Creative Industries Management (in englischer Sprache)
- Kreatives Schreiben und Texten[5]

### Masterstudiengänge
- Medienpsychologie, M.A., konsekutiver Vollzeitstudiengang, 4 Semester, 120 Credit Points[6]
- Erlebniskommunikation, M.A., (in Kooperation mit dem Berlin Career College der Universität der Künste Berlin): 4 Semester, 120 Credit Points[7]
- Computing and the Arts, M.A., (in englischer Sprache), 4 Semester, 120 Credit Points[8]
- Creative Industries Management, M.A., (in Kooperation mit der SRH Fernhochschule - The Mobile University), 4 Semester, 120 Credit Points[9]

## Kuratorium
Das Kuratorium der Hochschule besteht aus Persönlichkeiten des politischen, gesellschaftlichen und wirtschaftlichen Lebens. Es berät die Hochschule und trägt gemeinsam mit deren Leitung zur Weiterentwicklung bei. Mitglieder sind:
- Carlos Albrecht, Präsident des VDT Verband Deutscher Tonmeister
- Michael Ernst-Pörksen, COX Steuerberatungs- und Treuhandgesellschaft
- Dirk Erchinger, Musiker und Inhaber der Musikerschule Drumtrainer Berlin
- Henning Rümenapp, Musiker

## Forschungsprojekte
- Erlebnis Freizeitpark[10]
- Erlebnis Messe (Forschung läuft, Auswertung 2018)
- Forschung im Bereich Musikermedizin in Kooperation mit dem BCMM der Charité[11]
- Die POP-AMBULANZ an der SRH Hochschule der populären Künste (hdpk)[12]
- IfP - Institut für Publikumsforschung[13]